# WILL (青山テルマのアルバム)
「WILL」（ウィル）は、青山テルマの3枚目のオリジナルアルバム。2011年6月15日にユニバーサルJから発売された。

## 収録曲
1. Fighting Soldier
2. ずっと。
(作詞：/ 作曲：青山テルマ, )
3. WITHOUT U feat. 4Minute
（作詞：青山テルマ・小林光明 / 作曲：YUTA・IKI）
4. LET'S PARTY!
（作詞・作曲：青山テルマ / 編曲：Shingo.S）
5. 一人にしないで
6. GOOD BYE
7. CRAZY CRAZY LOVE
8. STRONGER THAN EVER
9. I'm All Yours
10. 23
（作詞・作曲：青山テルマ / 編曲：Shingo.S）
11. Fallen Angel
（作詞：青山テルマ・渡辺なつみ / 作曲：brave brothers・galactika）
12. ONE LOVE, ONE HEART, ONE DESTINY feat. SUPER CRISS from FIRE BALL
13. 嘘でもいいから
14. WILL
15. ずっと。(Wedding Acoustic Ver.)
(作詞：/ 作曲：青山テルマ, )■BONUS TRACK (初回盤のみ)
16. WITHOUT U feat.4Minute(English Ver.)
（作詞：青山テルマ・小林光明 / 作曲：YUTA・IKI）■BONUS TRACK (初回盤のみ)

| スタブアイコン | サブスタブ | この項目は、まだ閲覧者の調べものの参照としては役立たない、アルバムに関連した書きかけの項目です。この項目を加筆・訂正などしてくださる協力者を求めています（P:音楽/PJ:アルバム）。 |